# Maya Corona
La Maya Corona è una struttura geologica della superficie di Venere.